# Eugène Boch
Eugène Boch (ur. 1 września 1855 w Saint-Vaast – obecnie część La Louvière, prowincja Hainaut, Belgia, zm. 3 stycznia 1941 w Monthyon, Francja) – belgijski malarz impresjonistyczny. Brat malarki Anny Boch.

## Życiorys
Urodził się w rodzinie Bochów jako jej piąte pokolenie. Rodzina Bochów od 1748 zajmowała się produkcją chińskiej porcelany i ceramiki i działa do dziś pod firmą Villeroy & Boch. W 1879 Boch wstąpił do prywatnego studio Léona Bonnata w Paryżu. Od 1882, po zamknięciu studia, rozpoczął praktykę u Fernanda Cormona. Jego obrazy były wystawiane w Salon de Paris w 1882, 1883 i 1885.
W 1888 dzięki Dodge'owi MacKnightowi poznał Vincenta van Gogha.
Po śmierci Vincenta i Theo van Goghów otrzymywał w darze od żony tego ostatniego, Johanny van Gogh, swój portret, namalowany przez Vincenta latem 1888 w Arles.
W 1892 Boch osiedlił się w Monthyon pod Paryżem. W 1909 ożenił się z Anne-Marie Léonie Crusfond. W roku następnym oboje przenieśli się do willi „La Grimpette”, w której mieszkali aż do śmierci.
Podobnie jak jego siostra Anna Boch, Eugène Boch zajmował się promowaniem niezamożnych artystów, jak Émile Bernard, którego spotkał w atelier Fernanda Cormona, czy Paul Gauguin. Wymieniał obrazy, m.in. z van Goghiem, budując w ten sposób swoją kolekcję malarską.
Do promowania innych artystów oboje z siostrą wykorzystywali fundusze, które zawdzięczali ojcu Victorowi Bochowi. Skupowali obrazy od niemal wszystkich liczących się wówczas twórców, z których większość była ich przyjaciółmi.
Po śmierci Eugène’a Bocha w 1941, jego portret został przekazany, zgodnie z jego wolą, do Luwru. Obecnie znajduje się w paryskim Musée d’Orsay.
Część jego kolekcji zakupił jego prabratanek Luitwin von Boch mając na względzie utworzenie muzeum Anny i Eugène’a Bochów.